# Pollmann (Karosseriebaubetrieb)
Die Conrad Pollmann Norddeutsche Karosseriefabrik GmbH war ein Karosseriebaubetrieb, der vornehmlich Leichenwagen herstellte.

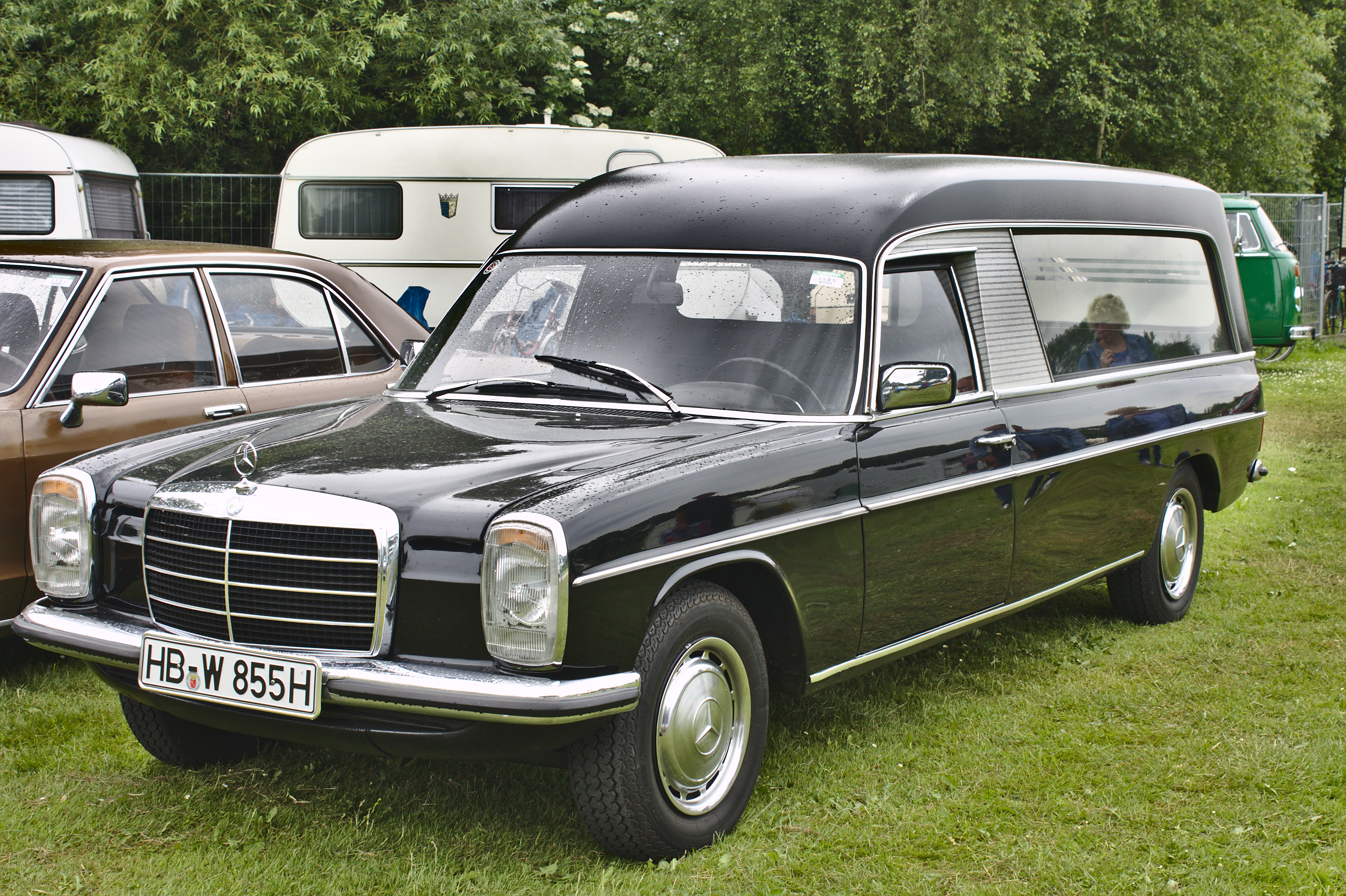
Mercedes-Benz W115 mit Pollmann-Sonderkarosserie

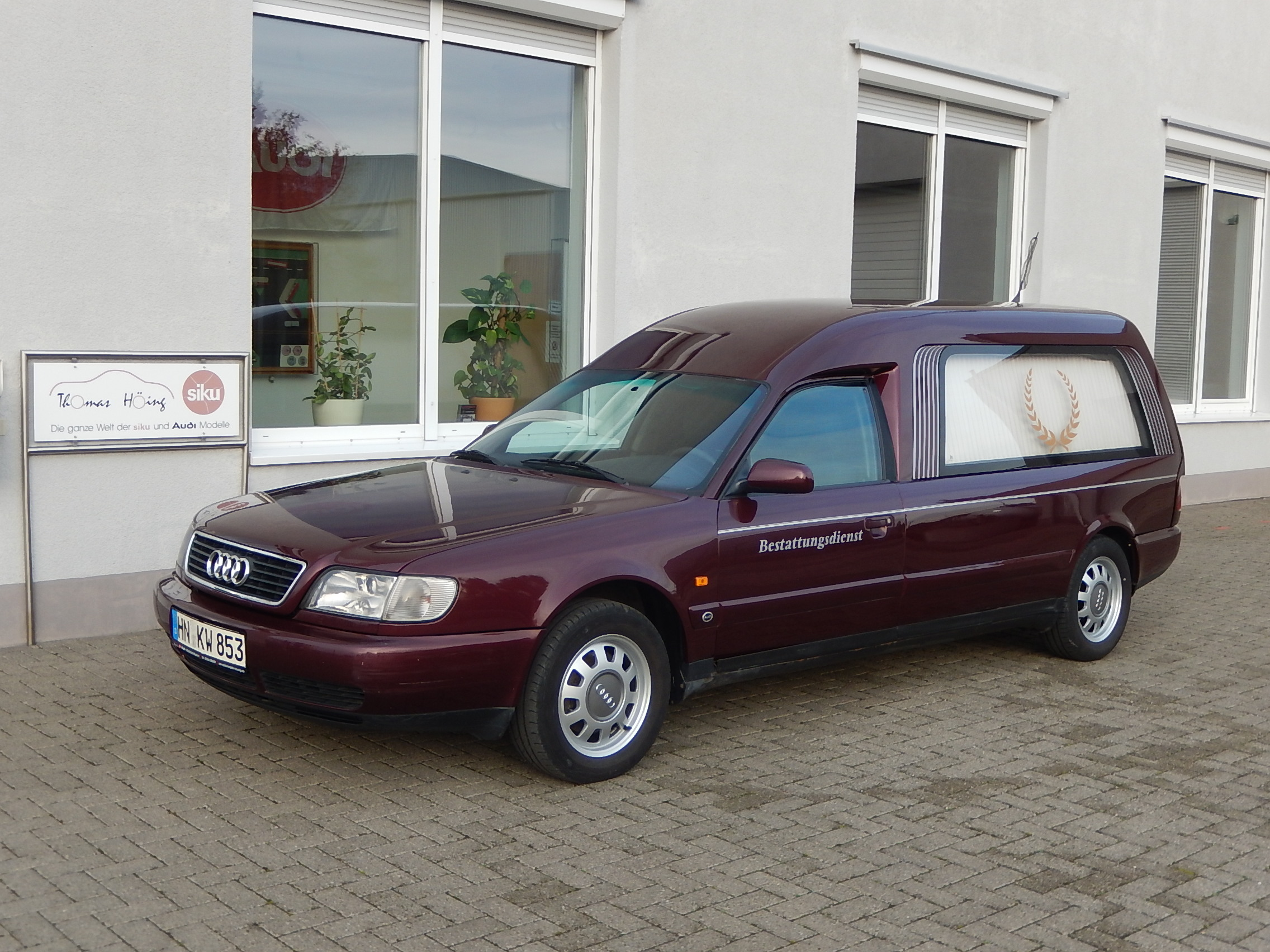
Audi A6 Pollmann Leichenwagen

## Geschichte
Das Unternehmen Pollmann wurde 1926 in Bremen gegründet und bot verschiedene Karosserieanfertigungen von Cabrio- über Limousinen-, LKW- und Sonderfahrzeugaufbauten bis zum kompletten Omnibus an. Die Fertigung erwarb sich schnell einen hervorragenden Ruf in Bremen und später in ganz Deutschland. Ferner baute Pollmann auch Pumpen für die Bauindustrie.
Nach dem Zweiten Weltkrieg wurde die Fertigung wieder aufgenommen. Außerdem betrieb Pollmann die zu dieser Zeit größte Ford-Niederlassung in Bremen. Ab den 1950er Jahren spezialisierte man sich auf den Bau von Bestattungskraftfahrzeugen, führte aber bis zum Schluss auch alle mit dem Karosseriebau zusammenhängenden Arbeiten wie Fahrzeugrestaurierungen, Lkw-Aufbauten, Reparaturen an Omnibussen und Unfallfahrzeugen aus, ebenso Lackreparaturen, allerdings mit stark absteigender Tendenz. Da Pollmann über eine Lkw-taugliche Lackierkammer verfügte, waren komplette Lackierungen möglich.
Pollmann baute zunächst hauptsächlich Ford-Personenwagen vom Ford P2 (1957) bis zum Ford P7 (1971) und anschließend vom Ford Consul (1972) bis zum Ford Granada (1985) zu Leichenwagen um. 1972 wurde ein neuer Produktionsstandort mit Verwaltungsgebäude im Industriegebiet Bremen-Mahndorf bezogen.
Ende der 1970er Jahre verschoben sich die Produktionszahlen zugunsten der Marke Mercedes-Benz mit den Baureihen W 114 und W 115 (1968–1976) sowie W 123 (1976–1984). Mit der Einführung der Mercedes-Benz Baureihe 124 (1985–1994) wechselte Pollmann nahezu gänzlich zu Mercedes-Benz und baute fortan auf Basis der E-Klassen W 210 (1995–2003) und W 211 (2003–2008) Bestattungswagen. Parallel dazu wurden auch Kombis und Transporter zu Bestattungswagen um- und ausgebaut, insbesondere Mercedes-Benz L 206/207 (bis 1976) Mercedes-Benz T 2 (1977–1994) und Mercedes-Benz Sprinter (ab 1995), aber auch Mercedes-Benz Vito und Mercedes-Benz Viano. Das Angebot reichte bis hin zum 8-Sarg-Transporter.
Weiterhin dienten auch Fahrzeuge anderer Marken als Basis für Bestattungswagen, insbesondere die Transporter Ford Transit, Chrysler Voyager und der VW-Bus. Zu den umgebauten Personenwagen gehören Modelle wie etwa Borgward Isabella, Opel Kapitän, Opel Admiral, BMW 502 BMW E38, Audi V8, Mercedes-Benz W 186, Mercedes-Benz W 100 und spätere Mercedes-Benz S-Klassen.
Pollmann war ein inhabergeführtes Unternehmen, bis sich der Inhaber 2005 aus Altersgründen zurückzog und den Karosseriebau an einen Finanzinvestor verkaufte. Im Oktober 2008 wurde das Insolvenzverfahren eröffnet, die endgültige Schließung erfolgte am 30. November 2008. Das Firmengelände wurde geräumt und zur Weitervermietung umgebaut.

## Nachfolgeunternehmen

### Conrad Pollmann Pumpenbau GmbH
1961 entwickelte Pollmann Pumpenbau die erste Grundwasserabsenkungsanlage im Vakuumverfahren.
Unter der Marke Pollmann werden unter anderem Grundwasserabsenkungsanlagen, Spülpumpen und Abwasser-Vakuumpumpen gefertigt; darüber hinaus umfasst das Lieferprogramm Lagerstuhl- und Tauchpumpen, Kolbenpumpen, Stromerzeuger und komplette Pumpstationen.
Der Geschäftszweig wurde kurz nach der Jahrtausendwende ausgegliedert. Seit 2014 firmiert die Pollmann Pumpenbau GmbH unter Xylem Water Solutions Deutschland GmbH.

### Rehda-Carosse Bremen GmbH
Im Jahr 2007 gründeten die ehemaligen Pollmann-Mitarbeiter Erbek und Strangmann die Rehda-Carosse GmbH und stellten im Auftrag von Pollmann Bestattungsfahrzeuge sowie Um- und Ausbauten her. Nach der Insolvenz von Pollmann setzten sie den Bestattungswagenbau in eigener Regie fort.